# Stigmella auromarginella
Stigmella auromarginella is een vlinder uit de familie van de dwergmineermotten (Nepticulidae). De wetenschappelijke naam werd gepubliceerd in 1890 door Richardson.

## Kenmerken
Imagines
De spanwijdte is 3 tot 5 mm. De achtervleugels zijn grijs.
Volwassenen vliegen juni tot augustus en van september tot november.
Mijn
De larven voeden zich met Agrimonia, Rubus fruticosus, Rubus sanctus en Rubus ulmifolius. Ze ontginnen de bladeren van hun waardplant. De mijn bestaat uit een ongewoon korte gang met een centrale lijn van frass die onregelmatig wordt onderbroken. De verpopping vindt plaats buiten de mijn.

## Voorkomen
De soort komt voor in Europa. Hij komt voor van Zweden tot Portugal, Kreta en Cyprus en van Ierland tot Kroatië.